# Carya ludoviciana
Carya ludoviciana är en valnötsväxtart som först beskrevs av William Willard Ashe, och fick sitt nu gällande namn av Elbert Luther Little. Carya ludoviciana ingår i släktet hickory, och familjen valnötsväxter. Inga underarter finns listade i Catalogue of Life.